# مادالینا لورا سیرمن
مادالینا لورا سیرمن (انگلیسی: Maddalena Laura Sirmen; ۹ دسامبر ۱۷۴۵ – ۱۸ مهٔ ۱۸۱۸) آهنگساز اهل جمهوری ونیز بود.